# Medellín 2da. Sección
Medellín 2da. Sección är en ort i Mexiko.   Den ligger i kommunen Palenque och delstaten Chiapas, i den sydöstra delen av landet, 700 km öster om huvudstaden Mexico City. Medellín 2da. Sección ligger 15 meter över havet och antalet invånare är 384.
Terrängen runt Medellín 2da. Sección är huvudsakligen platt, men söderut är den kuperad. Terrängen runt Medellín 2da. Sección sluttar norrut. Runt Medellín 2da. Sección är det ganska glesbefolkat, med 34 invånare per kvadratkilometer. Trakten runt Medellín 2da. Sección består till största delen av jordbruksmark.